# Bonretorn
Bonretorn es una entidad de población española del municipio de Albiol, perteneciente a la provincia de Tarragona, en la comunidad autónoma de Cataluña. En 2022, la entidad singular de población tenía empadronado un único habitante y el núcleo de población, el mismo.